# (31813) 1999 RF41
1999 أر أف 41 (ويعرف أيضًا باسم (31813) 1999 أر أف 41 وفق تسمية الكوكب الصغير) (بالإنجليزية: 1999 RF41)‏ هو كويكب ضمن حزام الكويكبات؛ وترتيبه 31813 من حيث الاكتشاف.
اكتُشف هذا الجُرم الفلكي بواسطة بحث لنكولن عن الكويكبات القريبة من الأرض في 13 سبتمبر 1999.

## وصلات خارجية
- (31813) 1999 RF41 في قاعدة بيانات مختبر الدفع النفاث لأجرام النظام الشمسي الصغيرة

- الاكتشاف · مخطط المدار ·  العناصر المدارية · المعلمات المادية

- (31813) 1999 RF41 على موقع ويكي سكاي: DSS2, SDSS, GALEX, IRAS, Hydrogen α, X-Ray, Astrophoto, Sky Map, Articles and images